# Bettina Aptheker
 (avril 2021).
Bettina Fay Aptheker, née le 13 septembre 1944, est une militante politique américaine, féministe radicale, professeure et auteure. Aptheker était active dans les mouvements de défense des droits civiques et anti-guerre dans les années 1960 et 1970, et travaille à l'élaboration d'études féministes depuis la fin des années 1970.

## Biographie

### Jeunesse
Aptheker est née à Fort Bragg, en Caroline du Nord, d'une famille de confession juive. Ses parents, Fay Philippa Aptheker et Herbert Aptheker, sont deux activistes politiques : sa mère organisait des syndicats tandis que son père était un historien marxiste. Bettina Aptheker a été élevée à Brooklyn, New York, là où ses parents avaient eux-mêmes grandis.
Elle obtint sont diplôme de premier cycle à l'Université de Californie, Berkeley. A cette époque, elle est membre du club W.E.B Du Bois, relié au parti communiste américain et elle fut la leader du Free Speech Movement (SFM), à l'automne 1964. Dix ans plus tard, elle mit de côté son activisme politique pour entamer des études supérieures. En 1976, elle obtient son Master en communication à l'Université de San Jose. 

### Carrière politique
À la suite de son engagement auprès du club W.E.B Du Bois, elle gagne en influence et devient alors membre du Comité national du CPUSA (Comunist Party USA). 

### Carrière académique
Après l'obtention de son Master, elle enseigna l'histoire africaine-américaine et l'histoire des femmes à l'Université d'État de San José. Au début des années 1980, elle réalisa un doctorat au sein du programme Histoire de la conscience à l'Université de Californie à Santa Cruz. 

### Vie privée
En 1965, Bettina Aptheker épousa son camarade de classe Jack Kurzweil, qui est également un activiste communiste. Ils divorcent en 1978 après avoir eu deux enfants ensemble. 

## Œuvres

### Livres
- Big Business and the American University, New York, New Outlook Publishers, 1966.
- Columbia Inc., New York, W.E.B. DuBois Clubs of America, Mai 1968.
- Bettina Aptheker et Herbert Aptheker, Racism and Reaction in the United States: Two Marxian Studies, New York, New Outlook Publishers, 1971.
- The Morning Breaks: The Trial of Angela Davis Ithaca, New York, Cornell University Press, 1976.
- Bettina Aptheker et Herbert Aptheker, The Unfolding Drama: Studies in U.S. History, New York, International Publishers, 1979.
- Woman's Legacy: Essays on Race, Sex and Class in American History, Amherst, MA, University of Massachusetts Press, 1982.
- Tapestries of Life: Women's Work, Women's Consciousness and the Meaning of Daily Life, Amherst, MA, University of Massachusetts Press, 1989.

### Article et interventions
- « Toni Cade Bambara: A Political Life of the Spirit » dans Linda J., Savoring the Salt: The Legacy of Toni Cade Bambara, Holmes and Cheryl A. Wall editors, Temple University Press, 2008, p. 226–235.
- « Keeping the Communist Party Straight, 1940s-1980s » dans New Politics, été 2008, vol. XII, no 1, p. 22–27.
- « Teaching about Anti-Semitism and the Legacy of Jewish Women » dans Women's Studies Quarterly, vol. XXI, no 3/4, 1993, p. 63–68 [lire en ligne].
- « Race and Class: Patriarchal Politics and Women's Experience » dans Women's Studies Quarterly, vol. X, no 4, 1982, p. 10–15 [lire en ligne].
- « Strong Is What We Make Each Other: Unlearning Racism within Women's Studies » dans Women's Studies Quarterly, vol. IX, no 4, 1981, p. 13–16 [lire en ligne].

## Distinctions
Bettina Aptheker reçut en 2004 un « Prix d'excellence en enseignement » par la branche californienne de l'Organisation nationale pour les femmes (CA NOW). En 2012, elle obtient, en compagnie de Karen Yamashita, une place de présidente au sein des Études ethniques et de la race critique féministe à l'Université de Californie, Santa Cruz : un poste offert afin d'encourager les programmes interdisciplinaires et novateurs. 
En 2017, elle reçoit le Prix John Dizikes pour son enseignement en sciences humaines.